# Годзиньский, Станислав
Станислав Годзиньский (пол. Stanisław Godziński родился 22 августа 1939 г.) — польский монголовед и тибетолог, профессор Института востоковедения Варшавского университета, автор публикаций по буддологии.
Основная область научных интересов — монгольская лингвистика, монгольские искусства, тибетский язык и культура.
С 1991 по 1995 год работал Чрезвычайным и Полномочным Послом Республики Польша в Монголии.
Вышедший в 2010 году юбилейный том сборника «Altaica Et Tibetica» был посвящён 70-летию Годзиньского.